# Caranusca rubrifera
Caranusca rubrifera är en fjärilsart som beskrevs av Walker 1862. Caranusca rubrifera ingår i släktet Caranusca och familjen nattflyn. Inga underarter finns listade i Catalogue of Life.